# Kyrksjön, Västerbotten
Kyrksjön är en sjö i Skellefteå kommun i Västerbotten och ingår i Mångbyåns huvudavrinningsområde. Sjön har en area på 0,0678 kvadratkilometer och ligger 11 meter över havet.

## Delavrinningsområde
Kyrksjön ingår i det delavrinningsområde (715245-176443) som SMHI kallar för Mynnar i Gärdefjärden. Medelhöjden är 25 meter över havet och ytan är 6,1 kvadratkilometer. Det finns inga avrinningsområden uppströms utan avrinningsområdet är högsta punkten. Vattendraget som avvattnar avrinningsområdet har biflödesordning 2, vilket innebär att vattnet flödar genom totalt 2 vattendrag innan det når havet efter 7,5 kilometer. Avrinningsområdet består mestadels av skog (56 procent) och jordbruk (13 procent). Avrinningsområdet har 0,07 kvadratkilometer vattenytor vilket ger det en sjöprocent på 1,1 procent. Bebyggelsen i området täcker en yta av 0,96 kvadratkilometer eller 16 procent av avrinningsområdet.